# バダホス包囲戦 (1705年)
バダホス包囲戦（バダホスほういせん、英語: Siege of Badajoz）はスペイン継承戦争中の1705年6月と10月にそれぞれ行われた、スペイン領のバダホスの包囲戦。2度の包囲とも、ゴールウェイ伯爵ヘンリー・デ・マシューとフランソワ・ニコラス・ファーヘル率いる英蘭連合軍がスペイン南西部への進軍中に行われたが、フランスの将軍テッセ伯爵が援軍として騎兵を派遣したため撤退を余儀なくされる。10月の再度の包囲ではゴールウェイが負傷、ファーヘルが再び撤退したため、フランス軍が全ての大砲をもって撤退することができた。包囲の失敗により、ファーヘルはオランダに召還された。